# Orsova (Schiff, 1909)
Die Orsova (I) war ein 1909 in Dienst gestelltes Passagierschiff der britischen Reederei Orient Steam Navigation Company, das im Passagier- und Postverkehr von Großbritannien nach Australien eingesetzt wurde. 1936 wurde der Dampfer in Schottland abgewrackt.

## Das Schiff
Das 12.036 BRT große Dampfschiff Orsova wurde auf der Werft John Brown & Company in Clydebank bei Glasgow gebaut und lief am 7. November 1908 vom Stapel. Das 162,76 Meter lange und 18,89 Meter breite Schiff hatte zwei Schornsteine, zwei Masten und zwei Propeller und wurde von zwei achtzylindrigen Vierfachexpansions-Dampfmaschinen angetrieben, die eine Geschwindigkeit von 18 Knoten ermöglichten. Das Schiff war zur Beförderung von 290 Passagieren in der Ersten, 126 in der Zweiten und 660 in der Dritten Klasse ausgelegt. Den Passagieren der Ersten Klasse standen neben dem Speisesaal und dem Rauchsalon ein Musiksalon, eine Lounge, ein Lese- und Schreibsalon, ein Verandacafé, mehrere Bars sowie weitläufige Promenadendecks zur Verfügung. Zudem war ein elektrisch betriebener Fahrstuhl vorhanden.
Die Orsova hatte fünf baugleiche Schwesterschiffe, die zwischen 1909 und 1911 in Dienst gestellt wurden: Die Otway (12.077 BRT), die Osterley (12.129 BRT), die Otranto (I) (12.077 BRT), die Orvieto (12.133 BRT) und die Orama (I) (12.927 BRT). Am 25. Juni 1909 lief die Orsova in London zu ihrer Jungfernfahrt über Sues nach Melbourne, Sydney und Brisbane aus. Auf dieser Route verkehrte sie bis zum Ersten Weltkrieg.
Im April 1915 wurde sie zum Truppentransporter umgerüstet, unternahm im Jahr 1916 aber auch zwei zivile Fahrten nach Australien. Sie transportierte australische Nachschubkräfte nach Ägypten und Europa. Am 14. März 1917 wurde sie in der Nähe des Eddystone-Leuchtturms von einem unbekannten U-Boot torpediert, konnte jedoch bei Cawsend Bay auf Grund gesetzt werden. Die Orsova wurde nach Devonport geschleppt und dort repariert. Am 22. November 1919 nahm sie den kommerziellen Passagier- und Postverkehr auf der Route London–Sydney–Brisbane wieder auf. 1933 wurde sie in ein Einklassenschiff umgerüstet.
Am 20. Juni 1936 lief sie in London zum letzten Mal nach Australien aus und am 21. Oktober desselben Jahres traf sie in Bo’ness (Schottland) ein, wo sie verschrottet wurde.